# ثلاثي كلوريد الفسفور
ثلاثي كلوريد الفوسفور هو مركب كيميائي ينتمي إلى هاليدات الفوسفور، صيغته PCl3، ويوجد على شكل سائل عديم اللون. سام جدا عند التركيزات القليلة

## التحضير
يحضر المركب صناعياً من التفاعل المباشر بين الفوسفور الأبيض وغاز الكلور مع عملية سحب مستمرة لمركب ثلاثي كلوريد الفوسفور المتشكل في الوسط.
{\displaystyle {\ce {P4 + 6 Cl2 -> 4 PCl3}}}
يزيد الإنتاج العالمي من هذا المركب عن ثلث مليون طن؛ بالمقابل يمكن تحضيره مخبرياً باستخدام الفوسفور الأحمر.

## الخواص

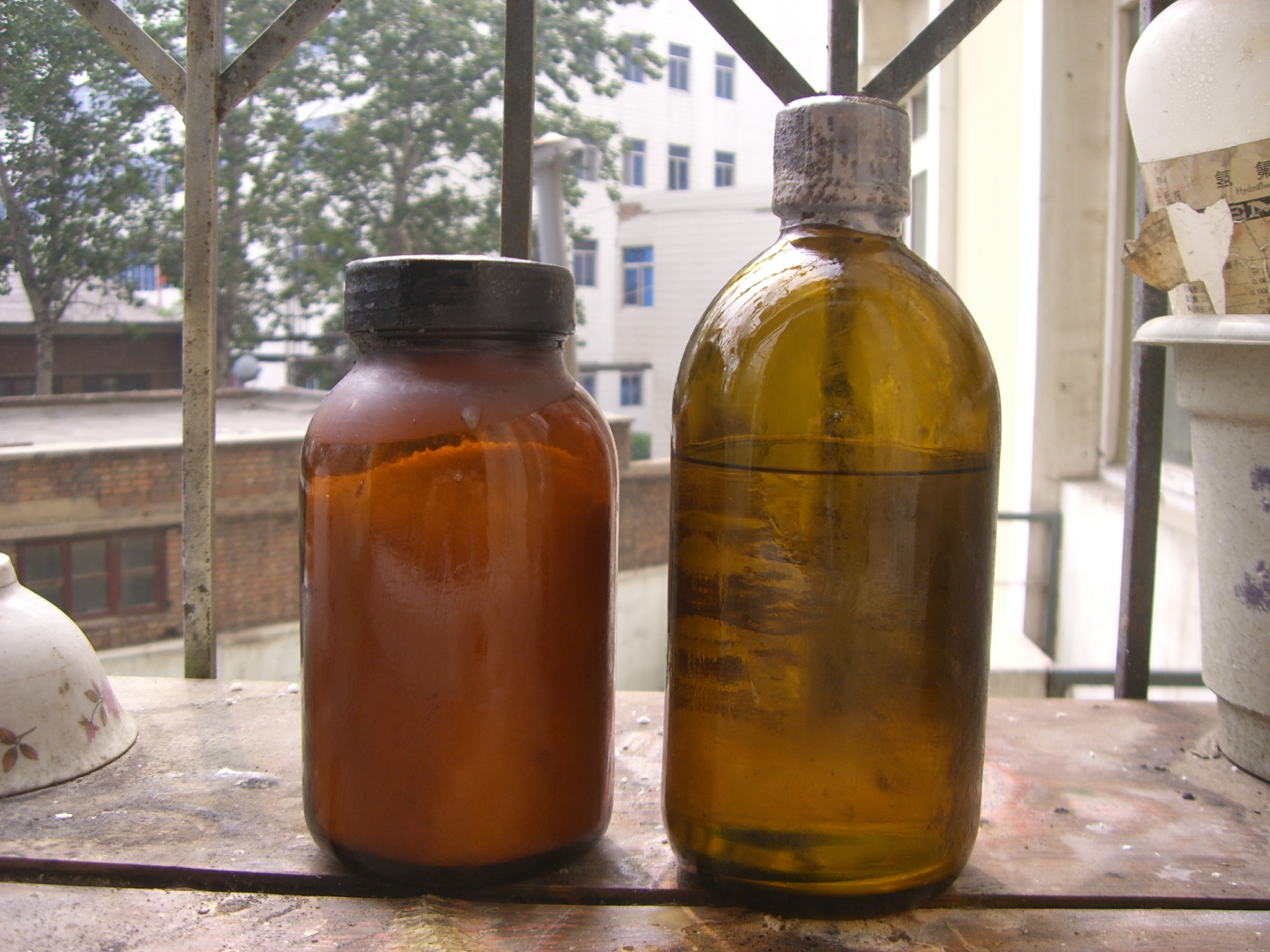
على اليمين: ثلاثي كلوريد الفسفور على اليسار:خماسي كلوريد الفسفور

يوجد المركب في الشروط القياسية على شكل سائل عديم اللون، ويكون للفوسفور في هذا المركب في حالة أكسدة مقدارها +3، وللمركب بنية جزيئية هرمية ثلاثية.
عند التماس مع الماء يتحلل المركب مائياً بتفاعل حلمهة ليعطي حمض الفوسفوروز:
{\displaystyle \mathrm {PCl_{3}+3\ H_{2}O\rightarrow P(OH)_{3}+3\ HCl} }
{\displaystyle \mathrm {P(OH)_{3}\ \rightleftharpoons \ HPO(OH)_{2}} }
وبأسلوب مشابه يتفاعل ثلاثي كلوريد الفوسفور مع الكحولات مثل الميثانول للحصول على الفوسفيتات العضوية الموافقة.
{\displaystyle \mathrm {PCl_{3}+CH_{3}OH\rightarrow PCl_{2}(OCH_{3})+HCl} }
{\displaystyle \mathrm {PCl_{2}(OCH_{3})+CH_{3}OH\rightarrow PCl(OCH_{3})_{2}+HCl} }
{\displaystyle \mathrm {PCl(OCH_{3})_{2}+CH_{3}OH\rightarrow P(OCH_{3})_{3}+HCl} }
وكذلك الأمر مع الفينولات، حيث يستحصل وفق ذلك على ثلاثي فينيل الفوسفيت:
{\displaystyle {\ce {3PhOH + PCl3 -> P(OPh)3 + 3 HCl}}}
حيث تشير "Ph" إلى مجموعة الفينيل.
من جهة أخرى، يمكن أن يتأكسد المركب إلى مركبات الفوسفور الخماسي الموافقة، فعلى سبيل المثال يتحول ثلاثي أكسيد الفوسفور إلى خماسي كلوريد الفوسفور بأثر من غاز الكلور:
{\displaystyle \mathrm {2\ PCl_{3}+2\ Cl_{2}\rightarrow 2\ PCl_{5}\ \rightleftharpoons \ [PCl_{4}]^{+}[PCl_{6}]^{-}} }

## الاستخدامات
يستخدم ثلاثي كلوريد الفوسفور للحصول على مركبات الفوسفور العضوية.